# Vakovlk tasmánský
Vakovlk tasmánský (Thylacinus cynocephalus) byl masožravý vačnatec, který žil původně na území Austrálie, Tasmánie a Nové Guineje. Je znám také pod názvy tasmánský tygr (kvůli pruhům na hřbetu a zádi), tasmánský vlk nebo zkráceně pouze vakovlk. Předpokládá se, že vyhynul ve 20. století. Byl posledním žijícím druhem čeledi vakovlkovitých, jejíž někteří zástupci byli nalezeni ve fosilním záznamu již v období raného miocénu.
Do doby, než se v Austrálii na konci 18. století začali usazovat Evropané, již na pevnině téměř nebo úplně vyhynul, ale spolu s několika dalšími endemickými druhy (např. ďáblem medvědovitým) přežil v Tasmánii. Jeho konečné vyhynutí je většinou připisováno intenzivnímu lovu, ale mohlo být také důsledkem nemocí, rozšíření psů nebo zásahu lidí do životního prostředí. Ačkoli je oficiálně považován za vyhynulého, občas se objevují nepotvrzené zprávy o jeho zahlédnutí.
Stejně jako tygři a vlci severní polokoule, po kterých získal svá dvě lidová označení, byl vakovlk predátorem na vrcholu potravního řetězce. Jako vačnatec nebyl blízce příbuzný těmto placentálním savcům, ale kvůli konvergentní evoluci se u něj vyvinuly jisté podobné znaky. Za jeho nejbližšího žijícího příbuzného je považován ďábel medvědovitý nebo mravencojed žíhaný. Byl jedním ze dvou druhů vačnatců, u nichž se vak vyskytoval u obou pohlaví (druhým je stále žijící vačice vydří). U samců vak sloužil jako ochranný obal pro vnější pohlavní orgány.

## Evoluce

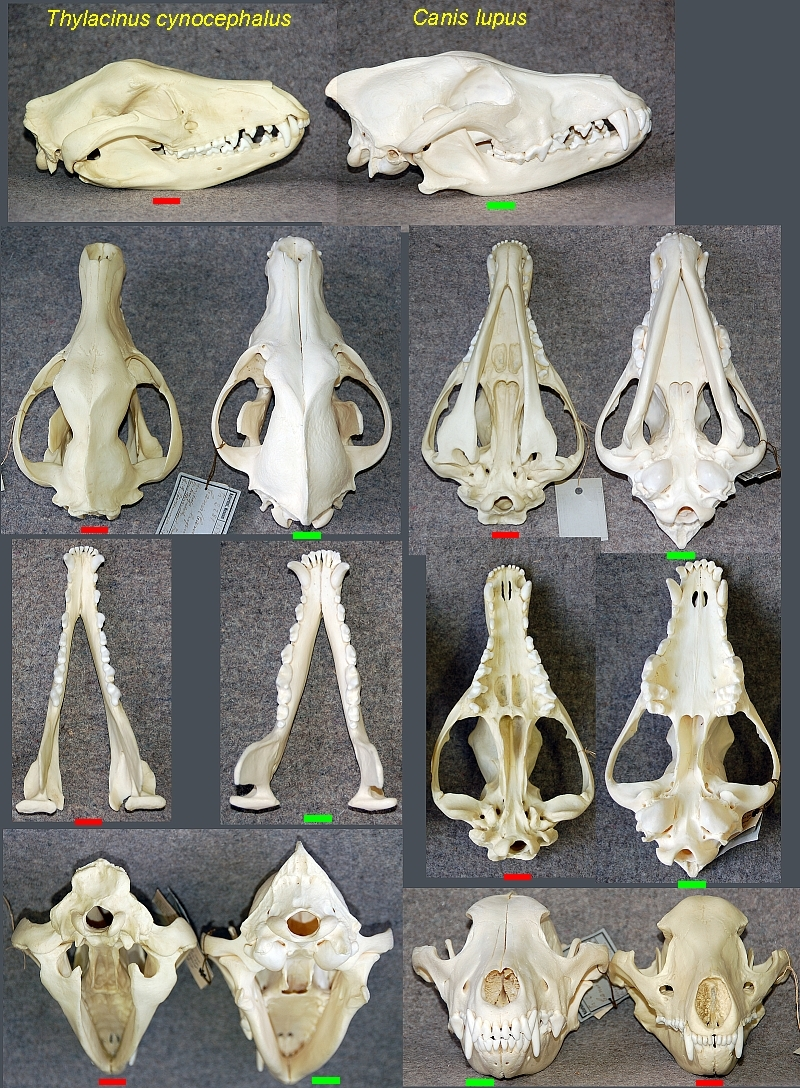
Lebka vakovlka (vlevo, červený proužek) a vlka obecného (vpravo, zelený proužek) jsou si dosti podobné i přesto, že tyto dva druhy jsou si jen vzdáleně příbuzné. Výzkumy ukázaly, že lebka lišky obecné je té vakovlčí ještě podobnější. Lebky jsou na obrázku zobrazeny v párech.

Moderní vakovlk se na Zemi objevil zhruba před 4 miliony lety, tedy v období pliocénu. Fosilní záznamy prvních zástupců čeledi vakovlkovitých jsou datovány již do raného miocénu; např. v Riversleighu v severozápadním Queenslandu se nacházejí fosílie minimálně sedmi druhů této čeledi. Jeden z největších druhů, Thylacinus potens, který dorůstal zhruba velikosti vlka, jako jediný přežil do pozdního miocénu. V pozdním pleistocénu a raném holocénu byl moderní vakovlk rozšířen po celé Austrálii a Nové Guineji, i když jeho populace nebyla nikdy veliká.
Vakovlk je jedním z nejznámějších příkladů konvergentní evoluce, protože vykazuje několik podobností se zástupci psovitých ze severní polokoule, jako jsou např. ostré zuby, chození po prstech a podobná stavba těla (zejména lebky). Zaujímal stejnou ekologickou niku v Austrálii jako psovití jinde na světě, tudíž se u něj vyvinulo několik stejných vlastností. Přesto nebyl s žádnými predátory ze severní polokoule blízce příbuzný.
Od psa ho lze snadno rozeznat podle pruhů na hřbetě, ale jeho kostru už tak snadné odlišit není. Studenti zoologie v Oxfordu museli v rámci závěrečné zkoušky rozeznat 100 zoologických objektů. Brzy se rozneslo, že když někdo dostal „psí“ lebku, s jistotou to byl vakovlk, a to proto, že něco tak zřejmého jako lebka psa musel být chyták. Jeden rok pak zkoušející, budiž jim to ke cti, napálili studenty nadvakrát a dali jim skutečnou psí lebku. Pokud vás to zajímá, tak je nejsnadněji rozeznáte podle dvou nápadných otvorů v kosti patrové, které jsou typické pro vačnatce obecně.
Richard Dawkins, Příběh předka, str. 296–297

## Objev a taxonomie

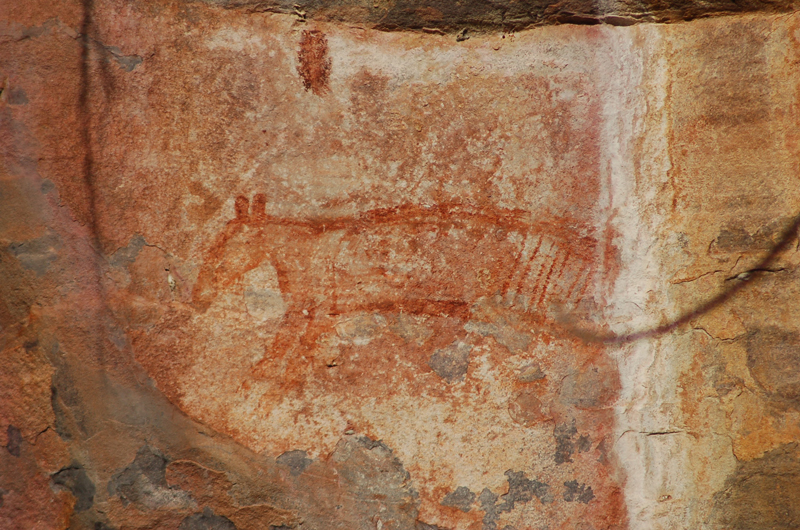
Vyobrazení vakovlka na kameni nalezeném v Severním teritoriu

Australští Aboridžinci byli prvními lidmi, kteří se s vakovlkem setkali. Bylo nalezeno mnoho rytin a kamenných maleb tohoto živočicha pocházejících z doby okolo roku 1000 př. n. l. Mnoho těchto petroglyfů se nachází na severozápadě kontinentu na poloostrově Burrup. Když do Austrálie dorazili první průzkumníci, byl vakovlk na pevnině již téměř nebo úplně vyhynulý a v Tasmánii vzácný. Evropané ho možná poprvé spatřili již v roce 1642, kdy Abel Tasman poprvé doplul na (po něm později pojmenovaný) ostrov Tasmánie. Jeho družina zaznamenala spatření stop „divokých zvířat s drápy jako tygr“. Marc-Joseph Marion du Fresne, který připlul v roce 1772 na lodi Mascarin, zase nahlásil spatření „tygří kočky“. Podle takovýchto záznamů ale nelze jednoznačně určit, že se jednalo právě o vakovlka; ve skutečnosti to mohl být také tasmánský čert nebo kunovec velký. První nepochybné setkání s tímto živočichem, které se událo 13. května 1792, zaznamenal přírodovědec Jacques Labillardière během francouzské výpravy vedené Brunim d'Entrecasteauxem. První detailní popis vakovlka vyšel v novinách Sydney Gazette v roce 1805.

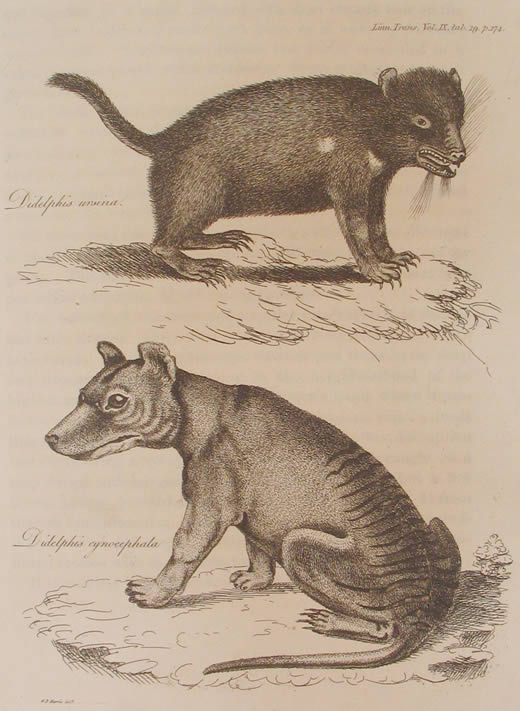
Tasmánský čert a vakovlk, jež oba v roce 1808 George Harris zařadil do rodu Didelphis spadající pod podčeleď vačice americké.

Vědecky byl poprvé detailně popsán přírodovědcem Georgem Harrisem v roce 1808, pět let po osídlení ostrova Evropany. Ten ho původně zařadil do rodu Didelphis a pojmenoval ho Didelphis cynocephala neboli „psohlavá vačice“. Poté, co vědci již dříve poznali, že australští vačnatci jsou zásadně odlišní od již známých rodů savců, vymezil Étienne Geoffroy Saint-Hilaire v roce 1796 rod kunovec (Dasyurus) a v roce 1810 mezi ně vakovlka zařadil. Kvůli sjednocení směsi řecké a latinské nomenklatury byl jeho druhový přívlastek změněn na řecký cynocephalus. V roce 1824 pro něj Coenraad Jacob Temminck vymezil nový rod Thylacinus, jehož název je odvozen ze řeckého slova θύλακος (thýlakos), což znamená „vak“.
Několik studií podporuje teorii, že nejbližšími žijícími příbuznými vakovlka jsou zástupci čeledi kunovcovití a bazálním kladem kunovců je čeleď mravencojedovití. Nicméně ze závěru výzkumu publikovaného v lednu 2009 ve vědeckém časopise Genome Research vyplývá, že bazálním kladem kunovců je rod vakovlk (Thylacinus) a mravencojedovití jsou sesterský klad s kunovcovitými.

## Popis

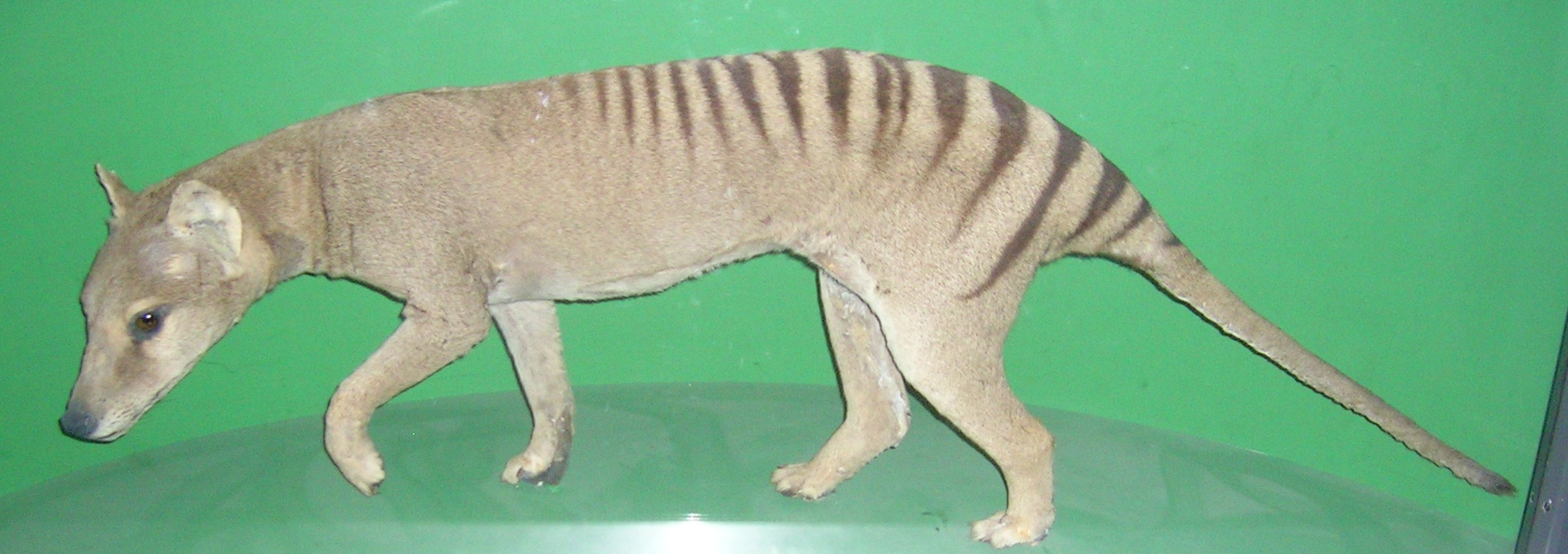
Vycpaný jedinec v Přírodovědném muzeu v Oslu

Vakovlk připomínal velikého psa s krátkými chlupy a ztuhlým ocasem, který z těla vybíhal pod podobným úhlem jako u klokanů. Mnoho evropských osadníků ho kvůli neobvyklému držení těla a celkovému chování přirovnávalo k hyeně. Jeho žlutohnědý kožich měl na hřbetu, zádi a části ocasu 13 až 21 výrazných tmavých pruhů, které mu vysloužily přezdívku „tygr“. Tyto pruhy byly výraznější u mladších jedinců a s postupem věku bledly. Jeden z pruhů se táhl až na vnější stranu zadního stehna. Srst vakovlka byla hustá a hebká, chlupy dosahovaly délky až 15 mm. Jeho oblé vztyčené uši byly dlouhé zhruba 8 cm a pokrývala je krátká srst. Zbarvení sahalo od světle po tmavě hnědou a břicho mělo krémovou barvu.
Délka těla dospělého jedince bez ocasu sahala od 100 do 130 cm a délka ocasu od 50 do 65 cm. Největší známý jedinec dosahoval délky 290 cm od nosu k ocasu. Dospělý vakovlk byl vysoký asi 60 cm po ramena a vážil mezi 20 až 30 kg. U druhu se vyskytovala lehká forma pohlavního dimorfismu, kdy samec dorůstal v průměru větších rozměrů než samice.
Samice vakovlka měla vak se čtyřmi bradavkami, na rozdíl od mnoha ostatních vačnatců byl však vak otevřený směrem k zadní části těla. Samec měl také vak, což je mezi australskými vačnatci ojedinělý úkaz. Do něho si mohl schovat šourek a zabránit tak jeho poškození.
Vakovlk byl schopný rozevřít čelisti do neobvyklé míry, a to až do úhlu 120°. Tuto schopnost lze částečně zahlédnout v krátké černobílé nahrávce jedince chovaného v zajetí, kterou v roce 1933 natočil australský přírodovědec David Fleay (2:05 a 2:22 na nahrávce vlevo). Čelisti měl slabé a jeho chrup se skládal ze 46 zubů.

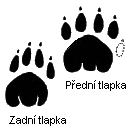
Stopy vakovlka jsou lehce rozeznatelné od stop jiných původních i nepůvodních druhů. Polštářek pátého prstu zadních končetin je naznačen jen hypoteticky, ve skutečnosti tento prst chybí.

Jeho stopy se od stop ostatních původních i nepůvodních živočichů dají jednoduše rozeznat; na rozdíl od lišky, kočky, psa, vombata a tasmánského čerta měl velký zadní polštářek a čtyři výrazné přední polštářky uspořádané téměř v rovné linii. Na předních končetinách měl pět prstů a na zadních čtyři, všechny s nezatažitelnými drápy.
První vědecké studie naznačovaly, že měl citlivý čich, pomocí kterého stopoval kořist, nicméně analýza struktury jeho mozku odhalila, že neměl příliš vyvinuté čichové bulby. Pravděpodobně se při lovu spoléhal spíše na svůj zrak a sluch. Někteří pozorovatelé mu přisuzovali silný a charakteristický pach, jiní zase slabý a typicky zvířecí a někteří tvrdili, že žádný pach nevydával. Je možné, že vakovlk, stejně jako jemu příbuzný tasmánský čert, vydával pach, když byl rozrušený.
Měl nemotorný způsob chůze a nedokázal rychle běhat. Ke skoku se dokázal odrazit ze dvou nohou podobně jako klokan. Podle Erica Guilera, který se výzkumem vakovlka zabýval, sloužil tento skok k rychlému pohybu, když se živočich vyděsil. Vakovlk byl také schopný balancovat na zadních nohách a chvíli stát ve vzpřímeném postoji.
Pozorovatelé živočicha v přírodě a v zajetí zaznamenali, že při rozrušení vrčel a syčel a často výhrůžně rozevíral čelisti. Během lovu vydával rychle se opakující štěkavé hrdelní zvuky, které pravděpodobně sloužily ke komunikaci mezi členy smečky. Také dokázal dlouze řvát, což mu pravděpodobně sloužilo k identifikaci na dlouhou vzdálenost.

## Rozšíření a chování

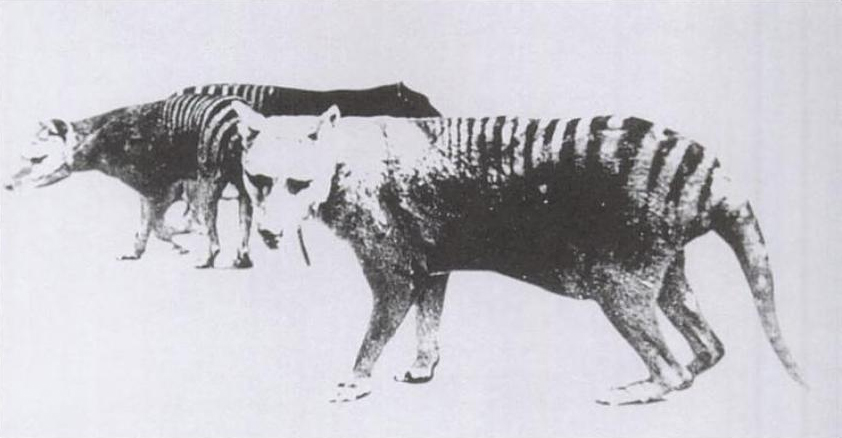
Jedna ze dvou známých fotografií, kde má samice vakovlka zvětšený vak, protože v něm nese mládě. Byla pořízena v roce 1889 v Adelaideské zoologické zahradě.

O chování a prostředí výskytu vakovlka toho není mnoho známo. Několikrát byl pozorován v zajetí, ale existuje jen málo dokladů o jeho chování v přírodě, a ty jsou navíc neověřené. Většina pozorování byla učiněna za dne, přitom byl nočním živočichem. Postřehy z těchto pozorování pocházejících z 20. století navíc mohly být nepřesné kvůli tomu, že živočich byl již pod vlivem okolností, které později vedly k jeho vyhynutí. Některé charakteristiky chování byly vyvozené z chování jemu příbuzného tasmánského čerta.

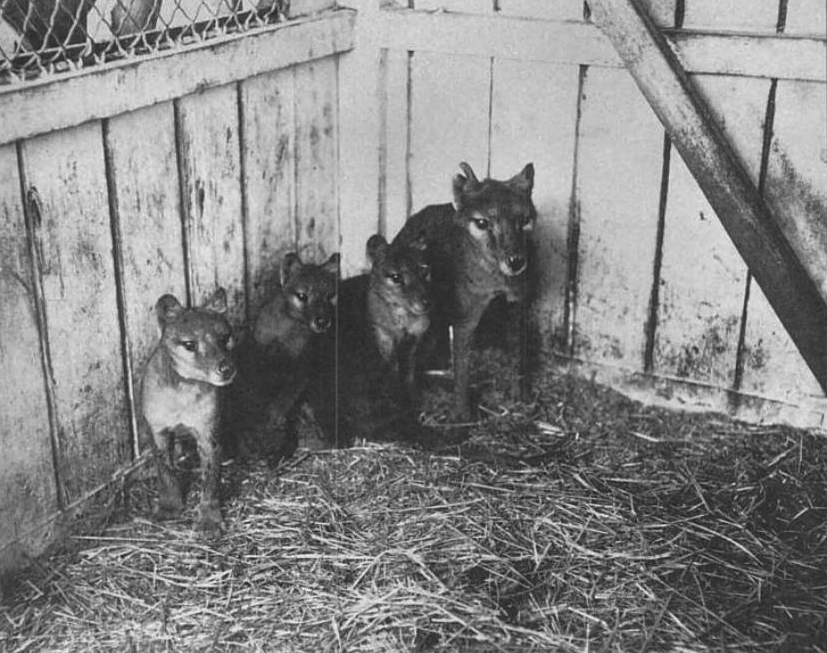
Rodina vakovlků v Hobartské zoologické zahradě v roce 1909

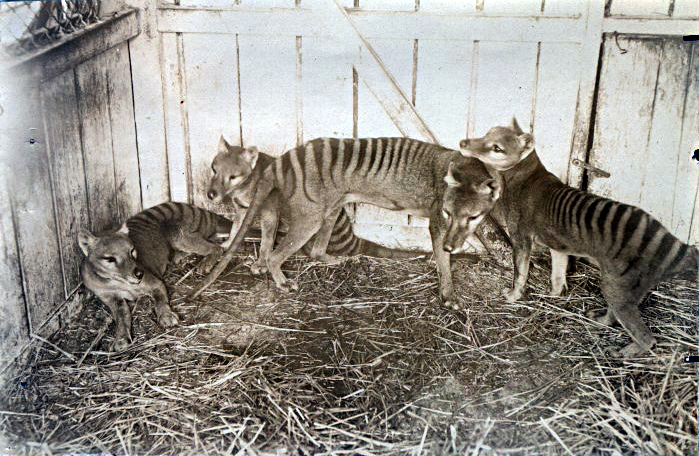
Rodina vakovlků v Hobartské zoologické zahradě v roce 1910

Na australské pevnině dával pravděpodobně přednost blahovičníkovým lesům, mokřadům a lučinám. Kamenné malby australských Aboridžinců naznačují, že byl rozšířen po celé pevnině a v Nové Guineji. Důkaz o výskytu na pevnině představuje vysušená zdechlina, která byla nalezena v roce 1990 v jeskyni v Nullarboru a jejíž stáří bylo pomocí uhlíkové metody datování určeno na zhruba 3300 let.
V Tasmánii dával přednost lesnatým oblastem vnitrozemí a pobřežním vřesovištím, které se později staly hlavním cílem britských osadníků hledajících pastviny pro svůj dobytek. Pruhy na zádech mohly sloužit jako kamufláž v lesích, ale mohly také napomáhat identifikaci. Jedinec se obvykle nepohyboval mimo území o rozloze mezi 40 a 80 km². Přesto nebyl teritoriálním živočichem – občas spolu byly pozorovány skupiny větší než jedna rodina.
Vakovlk byl aktivním lovcem v noci a za šera, dny trávil v malých jeskyních nebo dutých kmenech. Často se ve dne uchyloval do kopců a lesů a v noci lovil na otevřených planinách. První pozorovatelé zaznamenali, že byl většinou plachý a vyhýbal se lidem, i když občas se u něj objevily známky zvídavosti. V té době byl často považován za prudkého živočicha, ale to bylo nejspíše zapříčiněno vnímáním vakovlka jako hrozby pro zemědělství.
Existují důkazy celoročního rozmnožování, přičemž nejvíce k němu docházelo v zimě a na jaře. Během jednoho vrhu samice porodila až čtyři mláďata (většinou však dvě nebo tři), která poté až tři měsíce nosila ve vaku a chránila je do doby, než dorostla alespoň polovičních rozměrů dospělého jedince. Zpočátku bylo mládě ve vaku slepé a bez srsti, ale při jeho opuštění již vidělo a kůži mělo porostlou. Do doby, než bylo schopné matce pomáhat, zůstávalo v doupěti, zatímco matka lovila. V zajetí se podařilo vakovlky rozmnožit jen jednou, a to v roce 1899 v Melbournské zoologické zahradě. Život jedince v přírodě mohl trvat zhruba 5 až 7 let a v zajetí až 9 let.

### Potrava

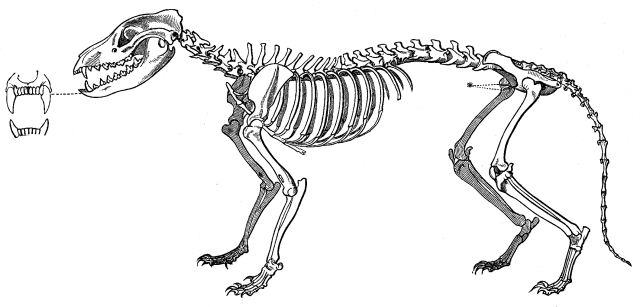
Analýza kostry naznačuje, že při lovu se vakovlk spoléhal spíše na výdrž než na rychlost.

Byl pravým masožravcem. Měl svalnatý žaludek, který se byl schopen roztáhnout a umožnil tak příjem velkého množství potravy v krátkém čase. Tato schopnost byla pravděpodobně adaptací na dlouhá období bez dostačujícího množství potravy. Analýza kostry a pozorování v zajetí naznačují, že se při lovu soustředil na jednu kořist a pronásledoval ji do doby, než se vyčerpala. Některé studie naznačují, že mohl lovit v malých rodinných smečkách, kdy hlavní skupina hnala kořist ve směru jedince, který čekal v úkrytu.
O jeho potravě a stravovacích návycích se toho ví málo. Mezi kořist pravděpodobně patřili malí klokani, vombati, ptáci a malí živočichové jako klokánci a possumové. Možná také lovil emu hnědého tasmánského. Tento velký nelétavý pták s vakovlkem sdílel areál a kvůli nadměrnému lovení člověkem v roce 1850 vyhynul, což mohlo přispět k poklesu populace vakovlka. Evropští osadníci věřili, že vakovlk loví ovce a drůbež farmářů. V zajetí byl krmen různými druhy jídel, mezi nimiž byli např. mrtví králíci a klokani, hovězí, skopové, koňské a někdy drůbeží maso.
Studie Univerzity Nového Jižního Walesu z roku 2011, při které byly využity pokročilé počítačové metody vytváření modelů, naznačila, že vakovlk měl překvapivě slabé čelisti. Z jejích závěrů vyplývá, že jedl pouze malá zvířata a byl tak přímou konkurencí tasmánského čerta a kunovce velkého. Kvůli tomu byl pravděpodobně náchylný i k malým změnám ekosystému.

## Vyhynutí

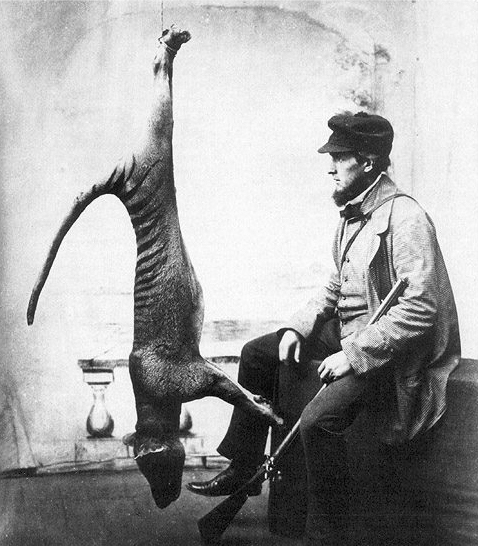
Ulovený vakovlk v roce 1869

Genetická diverzita vakovlka klesala již dávno před příchodem člověka. Velikost populace začala klesat přibližné před 100 tisíci lety.

### Vyhynutí na pevninské Austrálii
Na pokraj vyhynutí se na pevninské Austrálii pravděpodobně dostal zhruba před 2000 lety a na Nové Guineji možná i dříve. Kamenné malby z národního parku Kakadu ukazují, že byl loven Austrálci. Úplné vyhynutí je spojováno se psem dingem, který jakožto invazní druh podobné charakteristiky pro vakovlka představoval konkurenci. Nicméně existují pochyby o skutečném vlivu dinga, který na rozdíl od vakovlka lovil převážně ve dne. Navíc vakovlk měl statnější konstituci těla, která by pro něj při setkání jeden na jednoho představovala výhodu. Novější morfologické výzkumy těchto dvou živočichů ukázaly, že ačkoli měl dingo slabší skus, jeho lebka dokázala vydržet větší zátěž, což mu umožnilo lovit větší kořist. Jídelníček vakovlka také nebyl tak rozmanitý jako jídelníček všežravého dinga. Jejich areály se pravděpodobně překrývaly, protože subfosilie vakovlků byly nalezeny poblíž subfosilií dingů. Když Austrálci začali využívat dinga jako loveckou zvěř, vystavili tak vakovlka zvýšenému tlaku okolí.

### Vyhynutí vTasmánii

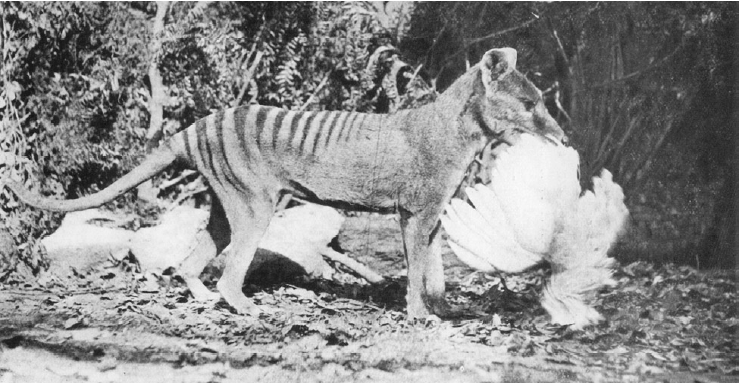
Tato fotografie od Henryho Burrella z roku 1921 zobrazující vakovlka s kuřetem v tlamě byla hojně rozšířena a možná se podílela na vybudování pověsti živočicha jako zloděje drůbeže.
Ve skutečnosti je obrázek oříznut tak, aby skryl oplocený výběh, a z analýzy výzkumníka Carola Freemana vyplývá, že vakovlk na něm je ve skutečnosti preparován.

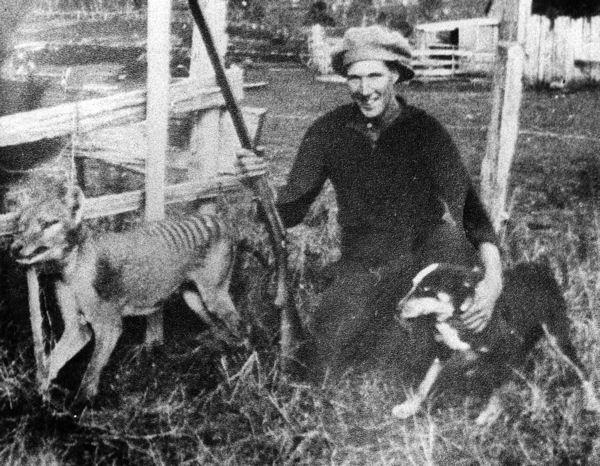
Wilf Batty s posledním vakovlkem zabitým ve volné přírodě

V Tasmánii žil až do 30. let 20. století. V době, kdy se tam usadili první osadníci, byl nejrozšířenější na severovýchodě, severozápadě a v severních částech vnitrozemí. Ve dne byl málokdy spatřen, ale postupně začal být spojován s útoky na ovce. To vedlo k vypisování odměn za jeho ulovení. Společnost Van Diemen's Land Company, která v Tasmánii vlastnila část území, začala odměny vypisovat již v roce 1830 a tasmánská vláda mezi lety 1888 a 1909 vyplácela odměnu £1 za hlavu dospělého jedince a po deseti šilincích za mládě. Celkově vyplatila 2184 odměn, ale vakovlků bylo pravděpodobně zabito více. Toto snažení farmářů a lovců odměn je často považováno za příčinu vyhynutí živočicha. Asi za to ale mohl i boj o přežití s divokými psy přivezenými Evropany, narušení jeho přirozeného prostředí, současné vyhynutí jím lovených druhů a nemoc podobná psince. Ať už byla příčina jakákoli, ve 20. letech 20. století se již ve volné přírodě vyskytoval pouze výjimečně. V roce 1928 Tasmánský poradní výbor pro původní faunu doporučil ochranu všech zbývajících jedinců a jako oblast s vhodnými podmínkami pro přežití označil pobřeží západní Tasmánie. Posledního vakovlka zabitého ve volné přírodě ulovil farmář Wilf Batty 6. května 1930 na severovýchodě ostrova.

### „Benjamin“ a pátrání

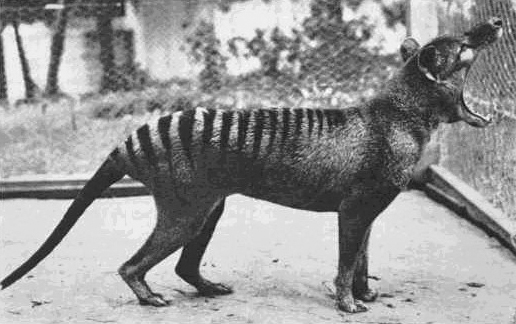
Poslední známý vakovlk na fotce v Hobartské zoologické zahradě z roku 1933

Posledního jedince chovaného v zajetí, kterému se později říkalo „Benjamin“ (i když jeho pohlaví nikdy nebylo s jistotou určeno), odchytil v roce 1933 Elias Churchill a následně ho poslal do Hobartské zoologické zahrady, kde vakovlk žil tři roky. Frank Darby, který v novinovém článku z května 1968 tvrdil, že v zoologické zahradě pracoval jako ošetřovatel, uvedl, že živočich byl znám pod jménem „Benjamin“. Nicméně neexistují žádné dokumenty potvrzující existenci nějaké přezdívky, navíc Alison Reidová (de facto správkyně zoologické zahrady v té době) a Michael Sharland (novinář se zoo spojený) odmítli jednak to, že Darby pro zoologickou zahradu kdy pracoval, jakož i to, že vakovlkovi se říkalo Benjamin. Zdá se, že Darby je také zdrojem tvrzení, že poslední známý vakovlk byl samec; fotografie jedince naznačují, že to byla samice. Tento vakovlk zemřel 7. září 1936 pravděpodobně na následky zanedbání péče – neměl možnost dostat se pod přístřešek a byl tak vystaven občasným extrémům tasmánského počasí: horku během dne a mrazivým teplotám v noci. V roce 1933 se objevil v posledním známém filmu žijícího vakovlka, který natočil přírodovědec David Fleay. Černobílý snímek o délce 62 sekund ho zobrazuje, jak přechází po svém výběhu. Roku 1996 Austrálie prohlásila 7. září za den ohrožených druhů.
I když ochránci přírody žádali ochranu vakovlka již od roku 1901 (zčásti kvůli zvyšujícím se obtížím při získávání jedinců pro zámořské sbírky), politické obtíže umožnily zavedení ochrany až v roce 1936. Ta byla tasmánskou vládou oficiálně vyhlášena 10. července 1936, neboli 59 dní předtím, než poslední známý jedinec zemřel v zajetí.
Výsledky následných pátrání naznačovaly, že druh v Tasmánii pravděpodobně přežil do šedesátých let. Eric Guiler a David Fleay při hledání živočicha na severozápadě Tasmánie našli stopy a trus, který mu mohl patřit, slyšeli zvuky odpovídající popisu jím vydávaných zvuků a nasbírali neoficiální důkazy od lidí, kteří údajně vakovlka spatřili. Navzdory tomuto pátrání se nenašel žádný přesvědčivý důkaz o jeho přetrvávajícím výskytu v přírodě. Mezi lety 1967 a 1973 zoolog Jeremy Griffith a farmář James Malley uspořádali pravděpodobně nejintenzivnější pátrání po vakovlkovi v historii; mimo jiné instalovali samočinné stanice s kamerami, důkladně zkoumali nahlášené zprávy o spatření vakovlka a v roce 1972 spolu s Bobem Brownem založili výzkumný tým, jehož činnost skončila bez nalezení důkazu o přežití živočicha.
Až do osmdesátých let byl řazen mezi ohrožené druhy. Mezinárodní standardy do té doby umožňovaly zařazení druhu mezi vyhynulé až po 50 letech bez potvrzeného výskytu. V roce 1982 byl tak prohlášen za vyhynulého Mezinárodním svazem ochrany přírody (IUCN) a v roce 1986 tasmánskou vládou. Úmluva o mezinárodním obchodu s ohroženými druhy volně žijících živočichů a planě rostoucích rostlin (CITES) je opatrnější a řadí ho stále mezi „pravděpodobně vyhynulé“.

### Nepotvrzená zpozorování

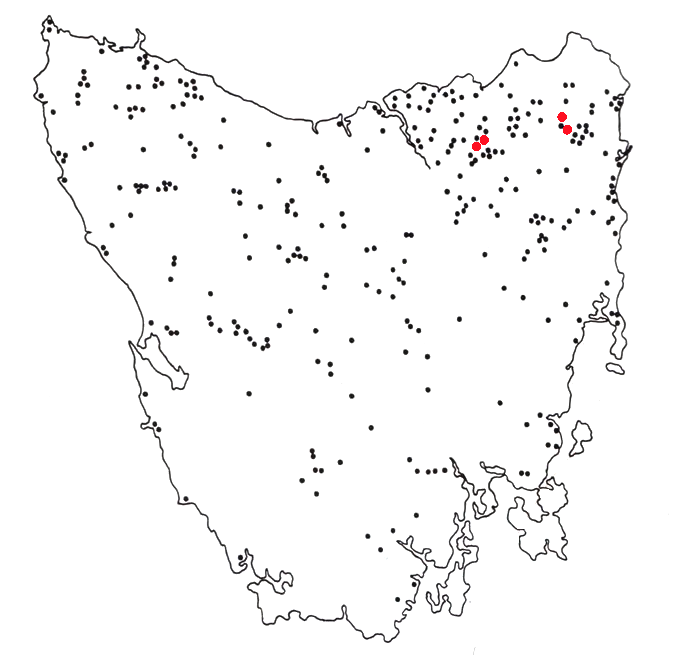
Mapa zobrazující místa údajného zahlédnutí vakovlka v Tasmánii mezi lety 1936 a 1980. Černá barva = 1 nahlášený případ, červená barva = 5 nahlášených případů

Australian Rare Fauna Research Association od roku 1936 zaznamenala 3800 případů údajného pozorování vakovlka, zatímco Mystery Animal Research Centre of Australia jich do roku 1998 zaznamenalo 138 a Ministerstvo ochrany přírody a správy půdy Západní Austrálie za stejné období 65. Nezávislí výzkumníci Buck a Joan Emburgovi udávají 360 případů v Tasmánii a 269 na pevnině. Na pevnině jsou případy hlášeny nejčastěji v jižní Victorii.

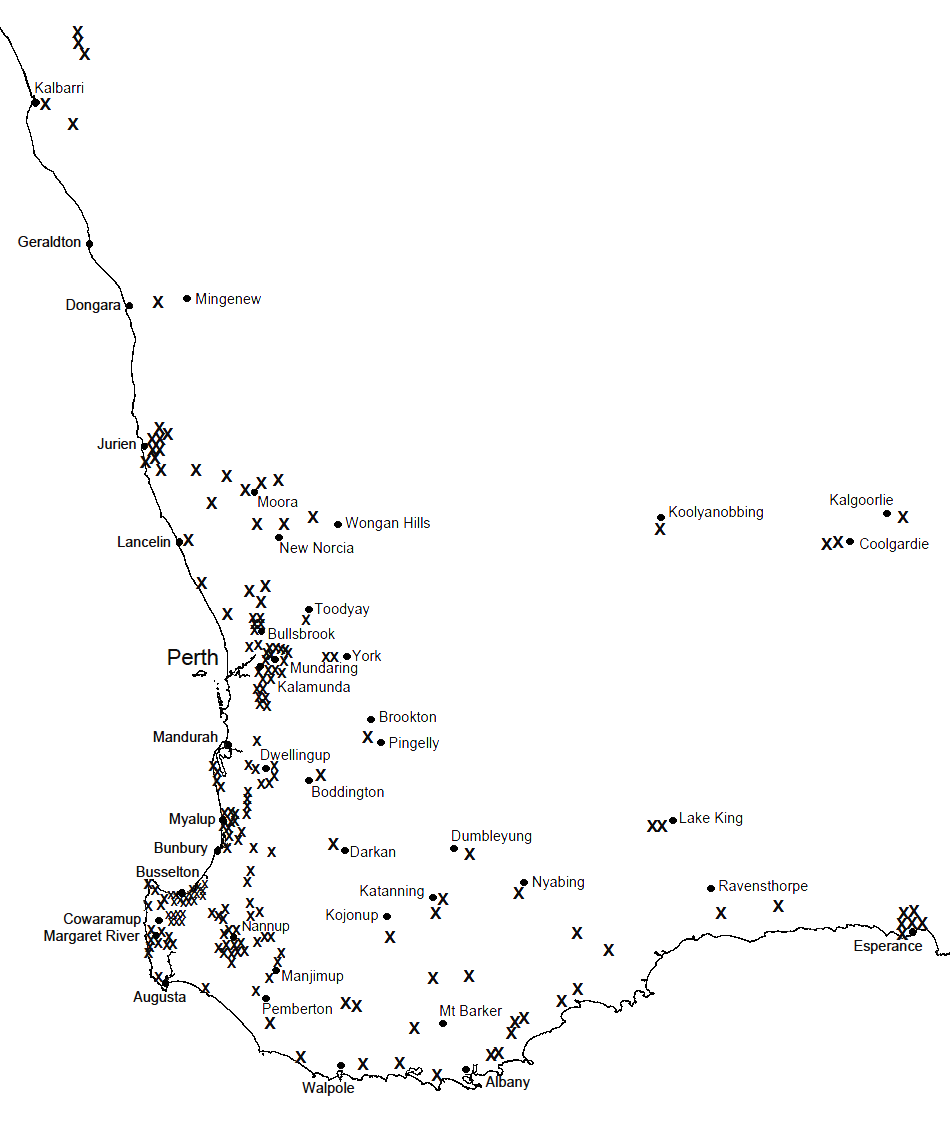
Mapa zobrazující místa údajného zahlédnutí vakovlka na jihozápadě Západní Austrálie

Některé případy domnělého zpozorování živočicha získaly značnou publicitu. V roce 1973 Gary a Liz Doyleovi natočili desetisekundové video s neznámým živočichem přebíhajícím cestu v Jižní Austrálii. Kvůli špatné kvalitě filmu se ale nepodařilo živočicha identifikovat. V roce 1982 Hans Naarding, výzkumník pro Tasmania Parks and Wildlife Service, údajně poblíž Arthurovy řeky v severozápadní Tasmánii v noci zpozoroval vakovlka a tato událost vedla k rozsáhlému ročnímu pátrání financovanému vládou. V lednu 1995 zaměstnanec Parks and Wildlife Service nahlásil zahlédnutí živočicha v severovýchodní Tasmánii, ale následná pátrání po něm neodhalila žádné stopy. V únoru 2005 německý turista Klaus Emmerichs tvrdil, že pořídil digitální fotografii vakovlka, kterého spatřil v národním parku Lake St Clair, nicméně autenticitu fotografií se nepodařilo prokázat. Fotografie byly publikovány až v dubnu 2006, zobrazovaly živočicha jen zezadu a nejsou považovány za dostatečně průkazné.
Od 90. let 20. století se objevují zprávy o možném přežití vakovlka na Nové Guineji. Mezi příslušníky místních kmenů se traduje existence tvora nazývaného „dobsegna“, jehož podoba odpovídá popisu vakovlka. Jsou zaznamenána očitá svědectví, ale dosud nebyly pořízeny žádné fotografie ani jiné důkazy o existenci tohoto živočicha. Někteří zoologové se však domnívají, že v džungli Nové Guineje, která je dosud jedním z nejméně probádaných suchozemských ekosystémů světa, je skrytá existence tak velkého tvora pravděpodobnější než na Tasmánii nebo kontinentální Austrálii; i ve 21. století zde bylo objeveno několik nových druhů obratlovců a znovuobjeveny druhy považované za vyhynulé (např. paježura Attenboroughova).

## Novější výzkumy a projekty

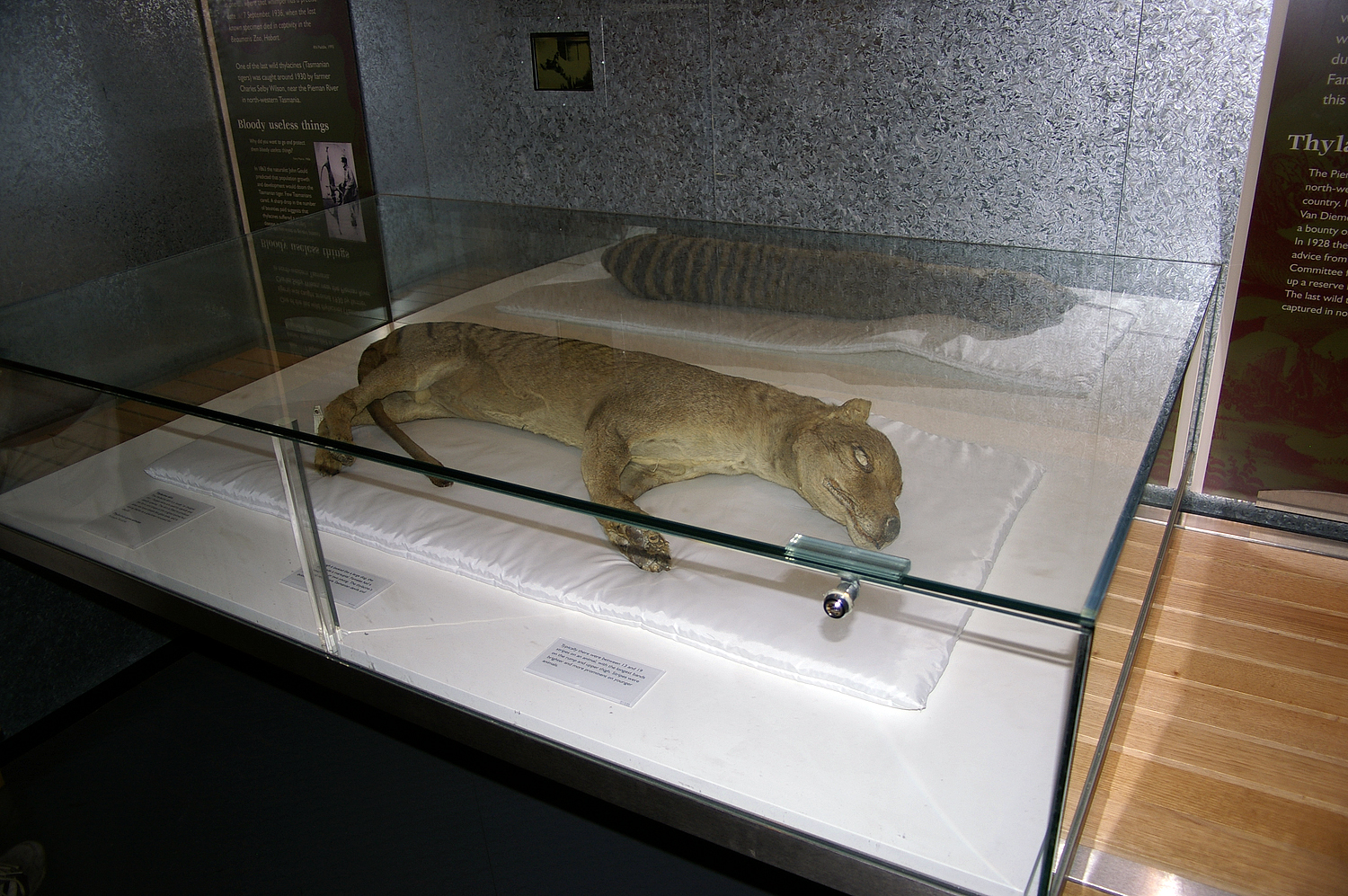
Vycpaný exemplář v Národním australském muzeu v Canbeře

Australské muzeum v Sydney v roce 1999 započalo projekt klonování vakovlka. Cílem bylo využít genetického materiálu ze zachovaných jedinců k naklonování nových živočichů, a přivést tak druh zpět k životu. Mnoho genetiků (např. Janette Normanová a Jeremy Austin) projekt zamítlo jako pouhý propagační krok a jeho hlavní zastánce Mike Archer byl v roce 2002 nominován na anticenu Bent Spoon Award udělovanou Australskými skeptiky za nejsměšnější pseudovědecký počin.

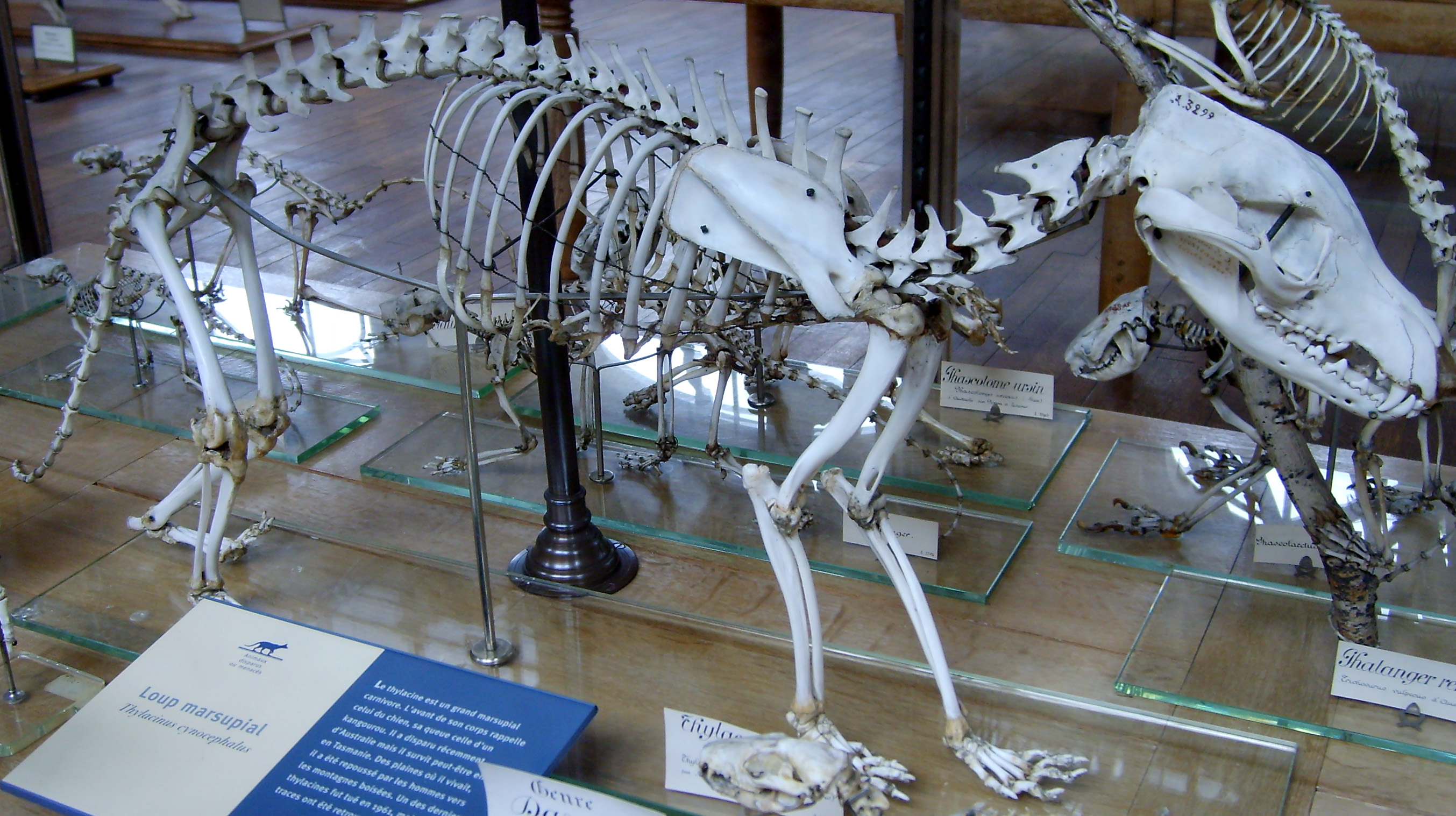
Kostra vakovlka v Muséum national d'histoire naturelle v Paříži

Ke konci roku 2002 se výzkumníkům podařilo dosáhnout částečného úspěchu, když ze zachovaných těl byli schopni namnožit část jejich DNA (některé geny) pomocí metody PCR. V únoru 2005 muzeum ohlásilo, že zastavuje projekt poté, co testy ukázaly, že získaná DNA je příliš poškozená na to, aby ji bylo možné využít. V květnu 2005 ale profesor a evoluční biolog Michael Archer, který v té době působil na Univerzitě Nového Jižního Walesu a předtím byl ředitelem Australského muzea, oznámil obnovení projektu pod záštitou několika univerzit a výzkumného institutu.
V dubnu 2005 byla dokončena mezinárodní databáze exemplářů vakovlka (International Thylacine Specimen Database), která vznikla po čtyřech letech snažení o zaznamenání a vyfotografování všech známých zachovaných exemplářů v muzeích, na univerzitách a v soukromých sbírkách. Podle ní se v Česku nachází jedna lebka vakovlka (Zoologické muzeum Protivín), jeden vycpaný exemplář vakovlka (Národní muzeum) a embrya vakovlka (Univerzita Karlova).
V roce 2008 se týmu výzkumníků z Melbournské a Texaské univerzity podařilo izolovat funkční enhancer z genu pro řetězec alfa-kolagenu typu II, získaného ze sto let starých tkání vakovlka naloženého v ethanolu. Genetický materiál úspěšně fungoval v transgenních myších. Ve stejný rok se jiné skupině výzkumníků podařilo úspěšně sekvenovat mitochondriální DNA vakovlka ze dvou muzejních exemplářů. Své výsledky v roce 2009 publikovali ve vědeckém časopise Genome Research.

## Odraz vkultuře

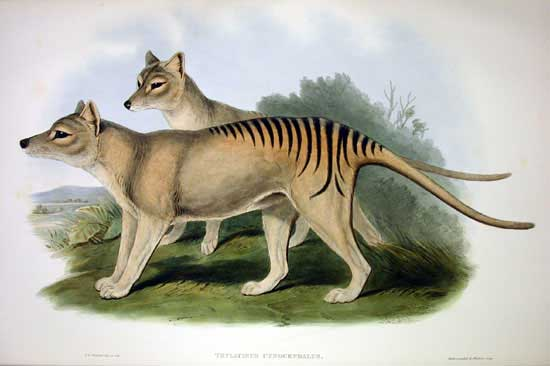
Obraz z díla The Mammals of Australia anglického ornitologa Johna Goulda

Nejznámější ilustrace vakovlka se nacházejí ve svazku The Mammals of Australia anglického ornitologa Johna Goulda. Ty byly mnohokrát reprodukovány a kopírovány a od roku 1987 je tasmánský pivovar Cascade využívá pro své etikety.

Vakovlci na tasmánském znaku

Vakovlk je značně využíván jako symbol Tasmánie. Je zobrazen mimo jiné na tasmánském znaku a slouží jako logo Tasmánské kriketové organizace. Často je také zobrazován na tasmánských poznávacích značkách. V minulosti se objevil na poštovních známkách Austrálie, Rovníkové Guineje a Federativních států Mikronésie.